# Wittnau, Aargau
Wittnau är en ort och kommun i distriktet Laufenburg i kantonen Aargau, Schweiz. Kommunen har 1 411 invånare (2023).